# Bill Dooks
Bill Dooks, född 24 januari 1956 i Musquodoboit Harbour, Nova Scotia, är en kanadensisk politiker som för närvarande är energiminister i Nova Scotia. Han är medlem i Progressive Conservative Association i Nova Scotia House of Assembly.
Dooks arbetade inom banken innan han började med politiken. Han valdes först in i Halifaxs countystyre 1994.